# Akademgorodok
Akademgorodok (en rus: Академгородо́к, traduït literalment com a "Petita Vila Acadèmica") és un sector de la ciutat russa de Novossibirsk, que es troba a 20 km al sud del centre de la ciutat. És el principal centre educatiu i científic de Sibèria.

## Localització

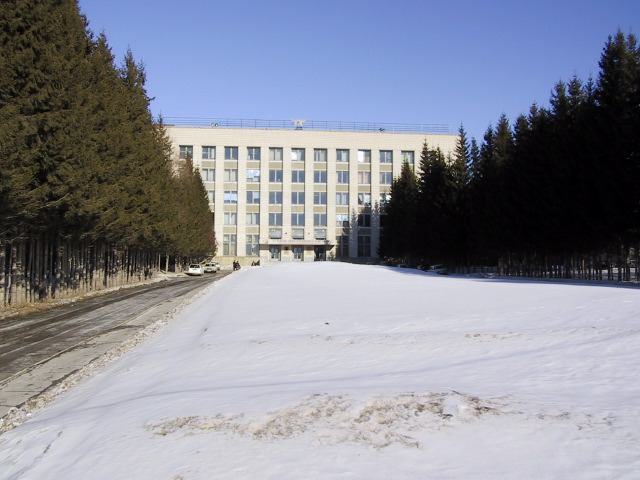
L'Institut Budker de Física Nuclear a Akademgorodok

Està situat enmig d'un bosc de pins i bedolls, a la vora de l'embassament de Novossibirsk, un llac artificial sobre el riu Obi. Formalment forma part de la ciutat de Novossibirsk, trobant-se a una distància de 20 km. A diferència de Sèversk, mai ha estat una ciutat restringida.

## Institucions
A Akademgorodok s'hi troba la Universitat Estatal de Novossibirsk, 35 instituts de recerca, acadèmies agrícoles i mèdiques, edificis dormitori i diferents edificis públics que inclouen magatzems, hotels, hospitals, restaurants, cinemes, clubs i biblioteques. La Casa Científica (Dom Uchónyj), un centre social d'Akademgorodok, posseeix una biblioteca de 100.000 volums, comptant amb obres russes clàssiques, literatura moderna, llibres i revistes en anglès, francès, alemany i polonès. Aquest lloc també incorpora una galeria d'art, auditoris i un saló de concerts.

## Història
La ciutat, que en català es traduiria com Ciutat Acadèmica, va ser fundada el 1958 per l'Acadèmia Soviètica de les Ciències. L'acadèmic Mikhaïl Alekseïevitch Lavrentiev, físic i matemàtic i primer president de la divisió siberiana de l'Acadèmia de Ciències, va exercir un paper destacat en l'establiment de Akademgorodok. En el seu apogeu, va acollir 65.000 científics amb les seves famílies, sent una àrea privilegiada per a viure-hi. Els seus residents gaudien d'unes condicions extraordinàries; a través del programa Stol Zakazov, tenien accés a certs aliments bàsics, que no eren fàcilment obtenibles en cap altre lloc. Els que havien obtingut el doctorat en ciències, mitjançant el programa Zakaz Doktorski gaudien d'un estatus especial.
Després de la desintegració de la URSS, molts dels investigadors i científics van ser contractats per empreses de països occidentals, especialment dels EUA, com ara IBM, Boeing o l'Institut Tecnològic de Massachusetts (MIT) i, els que van quedar-s'hi, van veure empitjorades les seves condicions laborals i de vida. Això portà a un declivi de l'activitat científica i a una paralització de les activitats de recerca i estudi.
En la segona meitat de la primera dècada del segle xxi el centre de recerca es reactiva després del suport rebut per l'administració russa. El govern rus va construir-hi el centre de tecnologies Akadempark i unes 40 institucions de recerca científica i altres companyies s'han establert en el lloc que van començar a denominar «bosc de silici».